# Hollinndagain
Hollinndagain es el primer álbum en vivo y segundo álbum colaborativo de Avey Tare, Panda Bear y Geologist, publicado en 2002 por el sello Secretly Canadian. Más tarde fue clasificado retroactivamente como el primer álbum en vivo de su banda Animal Collective.
Inicialmente solo se hicieron 300 copias; todas y cada una de las copias presentaban una portada única, hecha a mano por la propia banda. Durante varios años fue un lanzamiento solo en vinilo; El propio sello de Animal Collective, Paw Tracks, relanzó el álbum el 31 de octubre de 2006, tanto en CD como en vinilo. Aunque Hollinndagain es un álbum en vivo, el grupo lo considera su tercer álbum oficial porque contenía todo el material nuevo en el momento de su lanzamiento, excepto "Lablakely Dress", que apareció anteriormente en Danse Manatee. El título está distorsionado en islandés para "Palace of the Day".

## Antecedentes
Hollinndagain es una colección de material en vivo de la época del segundo álbum de la banda, Danse Manatee. Las tres primeras canciones se grabaron durante una actuación en la estación de radio WFMU de Nueva Jersey; los cuatro últimos fueron seleccionados de espectáculos en vivo en Nueva York, Nashville y Austin con Black Dice en el verano de 2001.
Geologist discutió la creación de sonidos para Hollinndagain en el foro de mensajes de Collected Animals.

"No usamos samplers, solo minidiscos. Y solo hemos usado 2 sintetizadores en Animal Collective, el Roland SH-2 y el Juno-60. Estábamos usando ambos en ese material en ese entonces... también usamos muchos pedales y procesadores de efectos e hicimos bucles de retroalimentación.”

Geologist también explicó por qué el material de Hollinndagain nunca llegó al estudio en el foro de mensajes de Collected Animals.
:

"No sé si recuerdo los eventos lo suficientemente bien como para señalar un momento que responda a eso. En mi memoria, simplemente sucedió de esa manera. St. Ives nos pidió que hiciéramos uno de sus LP limitados y nunca lo habíamos hecho". Hicimos versiones de estudio de esas canciones, así que decidimos lanzar esas versiones en vivo porque pensamos que sonaban dulces e hicimos justicia a las canciones. por qué nunca hicimos versiones de estudio de esas canciones, eso es algo que me confunde. Las tocábamos en espectáculos en Nueva York durante la primera mitad de 2001, que también era el momento en que grabábamos y mezclábamos danse manatee. nuestro tiempo en vivo y los jams de danse manatee ocuparon nuestro tiempo de grabación. Recuerdo que se habló de grabar Pride Fight y Forest Gospel y lanzar un ep con esos 2 y Forest Children Risen y ahh good country. Los cuatro usaban de manera similar. estilos de tocar la guitarra acústica de manera percusiva, por lo que parecían encajar en nuestras cabezas. pero esa charla no fue a ninguna parte, supongo. luego hicimos la gira de dados, y después de eso me fui a viajar durante el verano y cuando regresé decidimos empezar a tocar con los cuatro allí y comenzamos a trabajar en nuevo material. así que las canciones de Hollindagain simplemente se nos fueron de la cabeza y nunca llegamos a escucharlas. la era parecía haber terminado. el st. Esta oferta llegó después de que ya habíamos comenzado a escribir here comes the indian, y pensamos que era una pena que nunca grabáramos o lanzáramos jams de Hollindgain, así que nos ofreció una dulce oportunidad de hacerlo."

"Pride and Fight" se volvió a trabajar más tarde para presentaciones en vivo en 2016 y 2017.

## Lista de canciones
| Lado A |                   |          |  |
| N.º    | Título            | Duración |  |
| 1.     | «I See You Pan»   | 10:24    |  |
| 2.     | «Pride and Fight» | 11:24    |  |

| Lado B |                            |          |  |
| N.º    | Título                     | Duración |  |
| 1.     | «Forest Gospel»            | 4:23     |  |
| 2.     | «There's an Arrow»         | 3:04     |  |
| 3.     | «Lablakely Dress»          | 5:23     |  |
| 4.     | «Tell It to the Mountain»  | 4:37     |  |
| 5.     | «Pumpkin Gets a Snakebite» | 2:18     |  |